# Sant Julià de la Torre
Sant Julià de la Torre és l'església al centre del veïnat de la Torre, al terme municipal de Sort, a la comarca del Pallars Sobirà. Pertanyia a l'antic municipi de Llessui. Està situada al bell mig del veïnat de la Torre, al peu de la carretera LV-5223. És una obra inclosa a l'Inventari del Patrimoni Arquitectònic de Catalunya.

## Descripció
Església d'una nau rematada a l'est per un absis semicircular il·luminat per una petita finestra atrompetada.
La nau es cobreix amb voltes d'arestes, i damunt d'aquestes, un llosat de llicorella a dues aigües. Al costat nord, s'hi obre una capella. Al sud, s'hi adossava l'antiga rectoria que en aquests darrers anys ha estat substituïda per apartaments, que malgrat tot, no desdiuen gaire, en el seu aspecte extern, de la resta del conjunt, si bé dificulten la visibilitat de l'absis.
També, a migdia, i aproximadament al centre de la nau, es troba l'ampla porta d'arc de mig punt, constituït amb grans i ben tallades dovelles, totalment exemptes de decoració. Al mur que tanca la nau per ponent, s'obre una finestra de mig punt, i per damunt d'aquesta, un petit òcul.
Remata el pinyó d'aquesta façana, una petita espadanya de dos arcs. L'aparell emprat és de mida bastant reduïda, integrat per blocs paral·lelepipèdics, de proporcions molt allargades i molt regulars.
Als murs laterals, sota el ràfec de la coberta, corre un fris decorat amb totxos que alternen amb espais buits.